# ファミリーカード
ファミリーカード株式会社は、かつて存在した熊本ファミリー銀行の系列会社で、ディーシーカードのフランチャイジー。熊本ファミリー銀行の顧客基盤をもとに主に熊本県内でクレジットカード「DCカード」の発行、加盟店の獲得をしていた。
2010年7月1日に株式会社FFGカードに吸収合併された。